# Hrvoje Sep
Hrvoje Sep (ur. 26 lutego 1986 w Vinkovci) – chorwacki bokser, uczestnik igrzysk olimpijskich w Rio de Janeiro (2016). 

## Igrzyska olimpijskie
Wziął udział w rywalizacji w wadze półciężkiej (do 81 kg). W 1/16 wygrał z Egipcjaninem Abdelrahmanem Salahem, zaś w 1/8 przegrał z reprezentantem Brazylii Michelem Borgesem.